# Chaos in Motion 2007–2008
A Chaos in Motion 2007–2008 a Dream Theater 2008-ban megjelent koncertfilmje. A dupla DVD első korongja betekintést nyújt a zenekar  egyéves turnéjáról. A számokat a világ különböző pontjain rögzítették, ezért a felvételek képminősége vegyes. Érdekesség hogy az In the Presence of Enemies első és második részét összevonva játsszák, 26 percesre duzzasztva így a két különálló dalt. A záró Schmedley Wilcox egy 21 perces egyveleg olyan számokból összegyúrva mint a Trial of Tears a Finally Free a Learning to Live az In the Name of God és az Octavarium. A DVD-n ezen kívül interjús bevágások láthatóak, de van egy rövid koncertfelvétel Mikael Akerfeldt (Opeth) vendégeskedésével is. A bónusz korongon egy 90 perces dokumentumfilm látható, videóklipek, fotógaléria, animációs filmek. A Roadrunner Records egy speciális csomagolású verziót is megjelentetett, melyben a két DVD mellett 3 CD is megtalálható a koncertfelvétellel megegyező tartalommal.

## Tartalom
DVD 1: 
1. Intro/Also sprach Zarathustra
2. Constant Motion
3. Panic Attack
4. Blind Faith
5. Surrounded
6. The Dark Eternal Night
7. Keyboard Solo
8. Lines in the Sand
9. Scarred
10. Forsaken
11. The Ministry of Lost Souls
12. Take the Time
13. In the Presence of Enemies
14. Schmedley Wilcox: 
  - I. Trial of Tears
  - II. Finally Free
  - III. Learning to Live
  - IV. In the Name of God
  - V. Octavarium

DVD 2:
- "Behind The Chaos On The Road"  90 minute Documentary
- Promo Videos

1. Constant Motion
2. Forsaken
3. Forsaken (In Studio)
4. The Dark Eternal Night (In Studio)

- Live Screen Projection Films:

1. The Dark Eternal Night (N.A.D.S)
2. The Ministry Of Lost Souls
3. In The Presence Of Enemies Pt. 2

- "Mike Portnoy Stage Tour"
- "Mike Portnoy Backstage Tour"
- Photo Gallery